# Aragats
El monte Aragáts (Արագած en armenio), Aragac o Alagos, es un volcán extinto, el punto más alto de Armenia. Se sitúa en la provincia de Aragatsótn, al noroeste de Ereván, capital del país. Es un estratovolcano extinto, siendo en la actualidad uno de los destinos preferidos de los alpinistas locales. En el monte están el Observatorio de Byurakán y la fortaleza medieval de Amberd.
El macizo de Aragáts está rodeado por el río Kasagh, al este; el río Ajurián, al oeste; la llanura de Ararat, al sur y la llanura de Shirak, al norte. La circunferencia del macizo es de unos 200 km y cubre una superficie de 6000 km², un quinto del área total de Armenia. Más de 940 km² del macizo se encuentran por encima de 2.000 m.
Las ciudades asentadas en la ladera de la montaña son: Ashtarak, Artik, Aparán, Talín, Oshakán y Byurakán.

## Geografía
El monte Aragáts está aislado de las demás crestas montañosas de Armenia, sin embargo, se considera el punto más alto del amplio Cáucaso Menor. Tiene cuatro cimas, cuyos nombres concuerdan con su posición geográfica:
- Norte - 4.090 m
- Oeste - 3.995 m
- Este - 3.908 m
- Sur - 3.888 m

Situado a 40 km al noroeste de la capital, Ereván, Aragáts es un amplio volcán con numerosas fisuras volcánicas y conos de advección. Entre el Pleistoceno y el 3000 a. C. emitió numerosos ríos de lava. La cima del cráter está cortada por una larga línea de cráteres de unos 13 km que probablemente emitieron lava y formaron lahares durante el Holoceno. El sistema volcánico cubre unos 5.000 km² y es uno de los más grandes de la región. La actividad más reciente en la zona se dio en Tirinkatar (0,8-0,61 millones de años), Karavasar (0,52-0,54 millones de años y Ashtarak (0,58 millones de años), así como en Jrbazhán en el área de la cima (0,52 millones de años). Los magmas alimentados por el Aragáts son abundantes.

## Petroglifos
En el volcán se han encontrado numerosos grabados en las rocas, incluyendo animales y figuras humanas cazando en el valle del río Kasagh, posiblemente del Holoceno, incluyendo petroglifos de animales que posiblemente fueron grabados entre el IV y el I milenio a. C.

## Leyendas

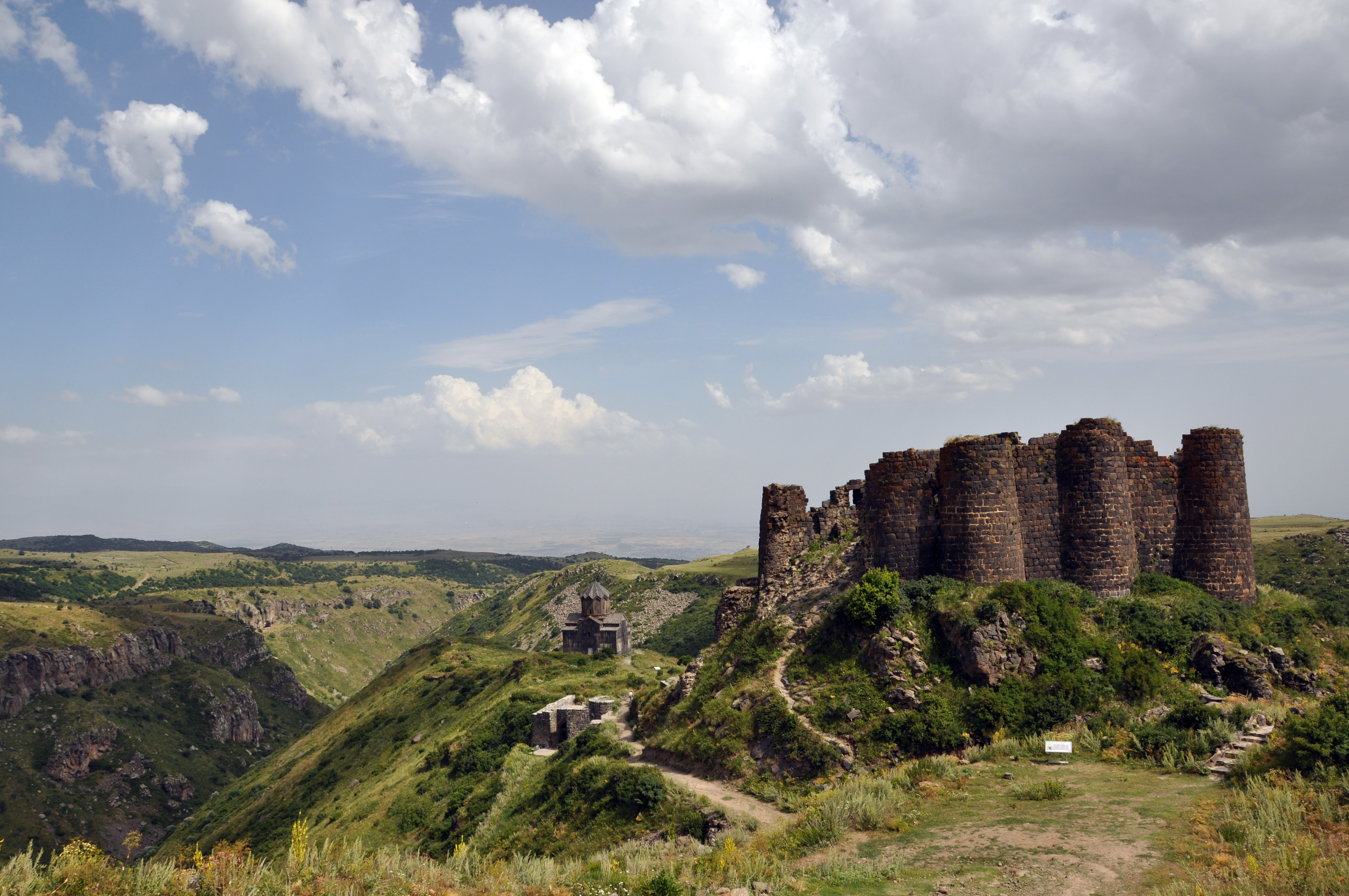
Fortaleza de Amberd e iglesia de Vahramashén

Según una antigua leyenda armenia, el Aragáts y el Ararat fueron dos hermanas que se separaron para siempre después de una pelea. En la realidad, están separadas políticamente, pues el monte Ararat está en Turquía.
Otra leyenda dice que Gregorio I el Iluminador, que convirtió Armenia al cristianismo en el siglo IV, subía a rezar a la cima de la montaña. Una noche, un ícono se encendió para iluminarlo, y colgaba del cielo sin ayuda de ninguna cuerda. Dicen que la lámpara sigue allí, pero solo las personas adecuadas pueden verla.

## Danza de la Unidad de 2005
El 28 de mayo de 2005, aniversario del establecimiento de la República Democrática de Armenia, en torno a 250.000 personas participaron en la Danza de la Unidad (armenio: Միասնության շուրջպար), alrededor del monte Aragáts, entre ellos el presidente, Robert Kocharián, formando un anillo de 162 km en torno a la montaña. Luego fueron plantados 110.000 árboles en las laderas del volcán.

## Monumentos y otras construcciones

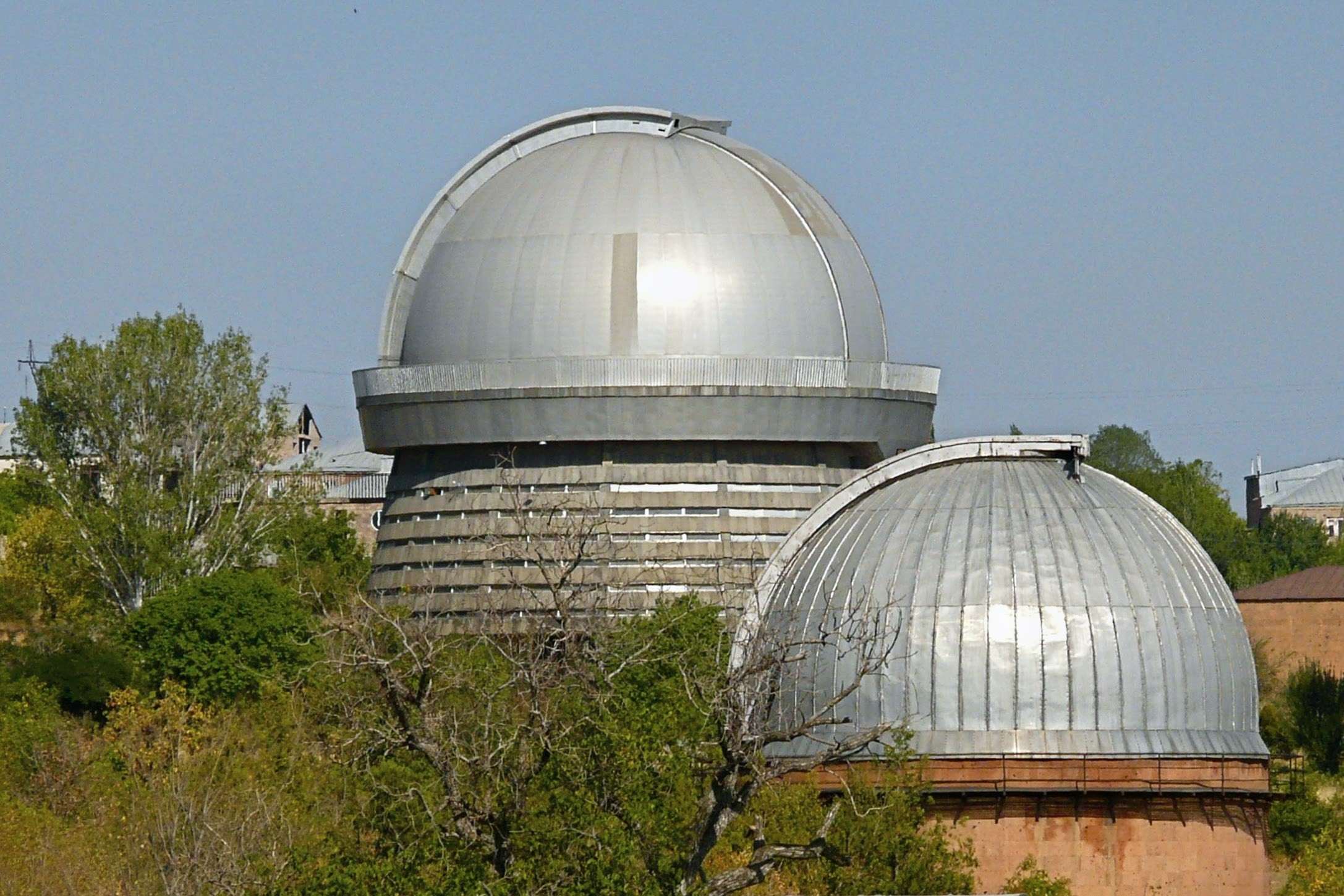
Observatorio de Byurakán

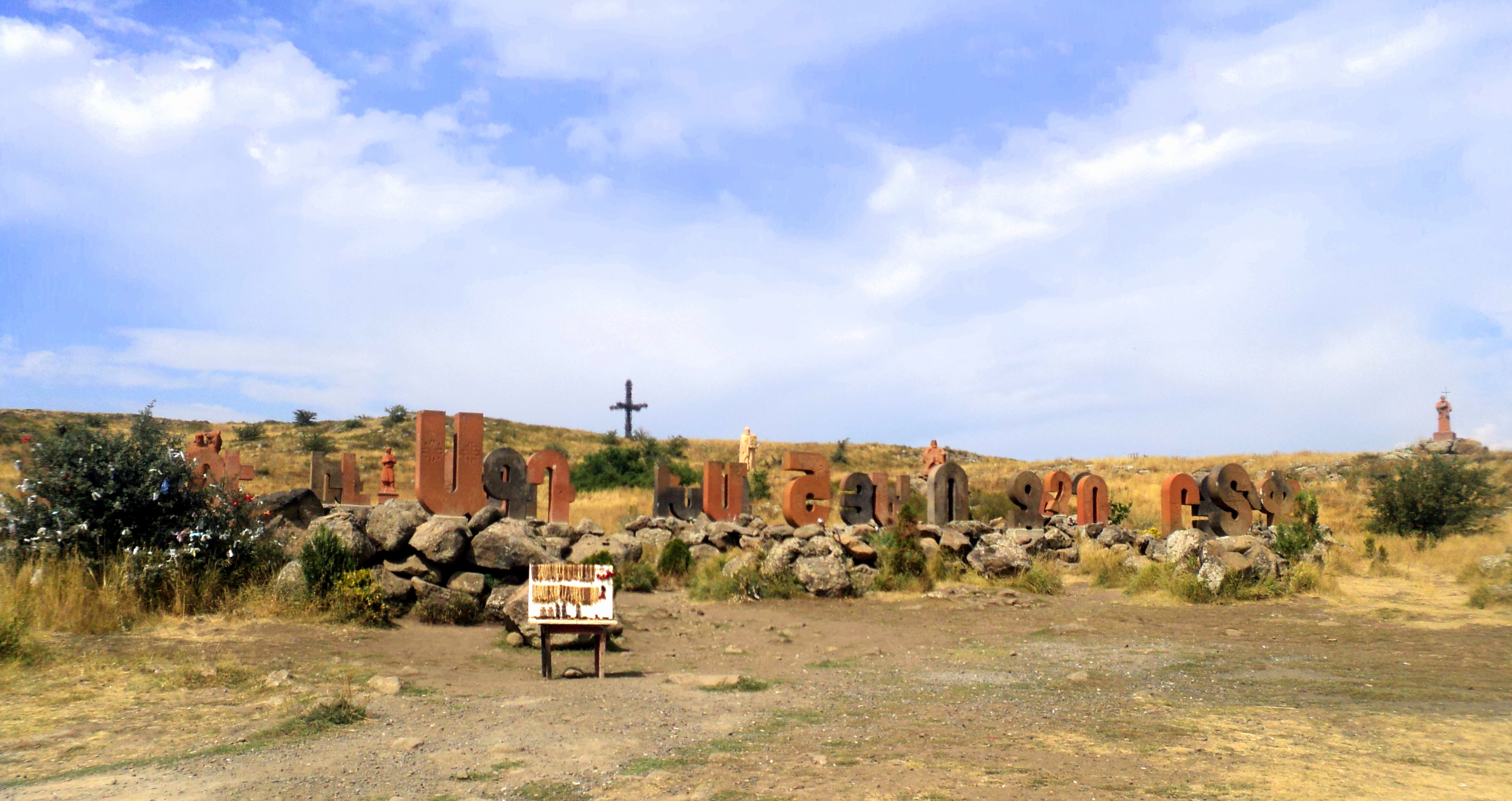
Parque del Alfabeto

En la localidad de Aghtsk se encuentra el mausoleo de la dinastía arsácida de Armenia, del siglo IV.  
En la confluencia de los ríos Akhashen y Amberd se encuentra la fortaleza de Amberd, del siglo VII, y a 2300 m de altura se encuentra la iglesia de Vahramashén, del siglo XI.
El Observatorio de Byurakán, establecido en 1946 por Víktor Hambardzumián, se halla en la ladera sur, cerca del pueblo de Byurakán, a 1405 m. Es uno de los centros más modernos del mundo para el estudio de la astrofísica.
El Parque del Alfabeto o de las Letras (տառերի պուրակ) se encuentra cerca de la ciudad de Artashaván. Fue construido en 2005, en el 1600 aniversario de la invención del alfabeto armenio. Cuenta con esculturas de las 39 letras del alfabeto armenio y estatuas de armenios destacables, entre ellos Mesrop Mashtóts, inventor del alfabeto, el poeta nacional Hovhannés Tumanián, Jachatur Abovián, padre de la literatura moderna armenia, y otros. En 2012, se instaló cerca del Parque una cruz de 33 m que simboliza el número de años desde la conversión de Armenia al cristianismo en 301. Se agrega una cruz cada año.

## Galería

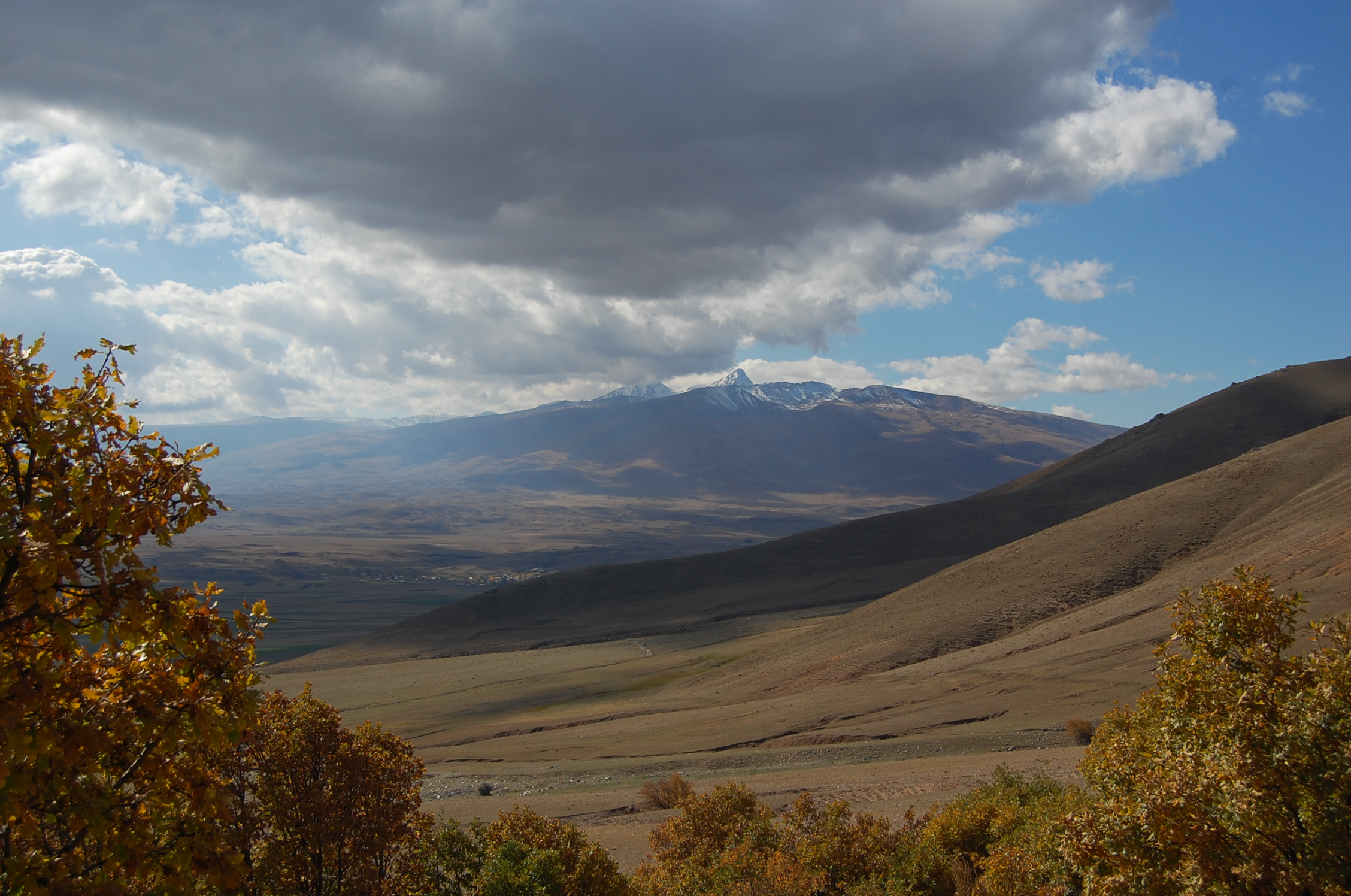
Vista del Aragáts desde una colina cerca de Ttujur
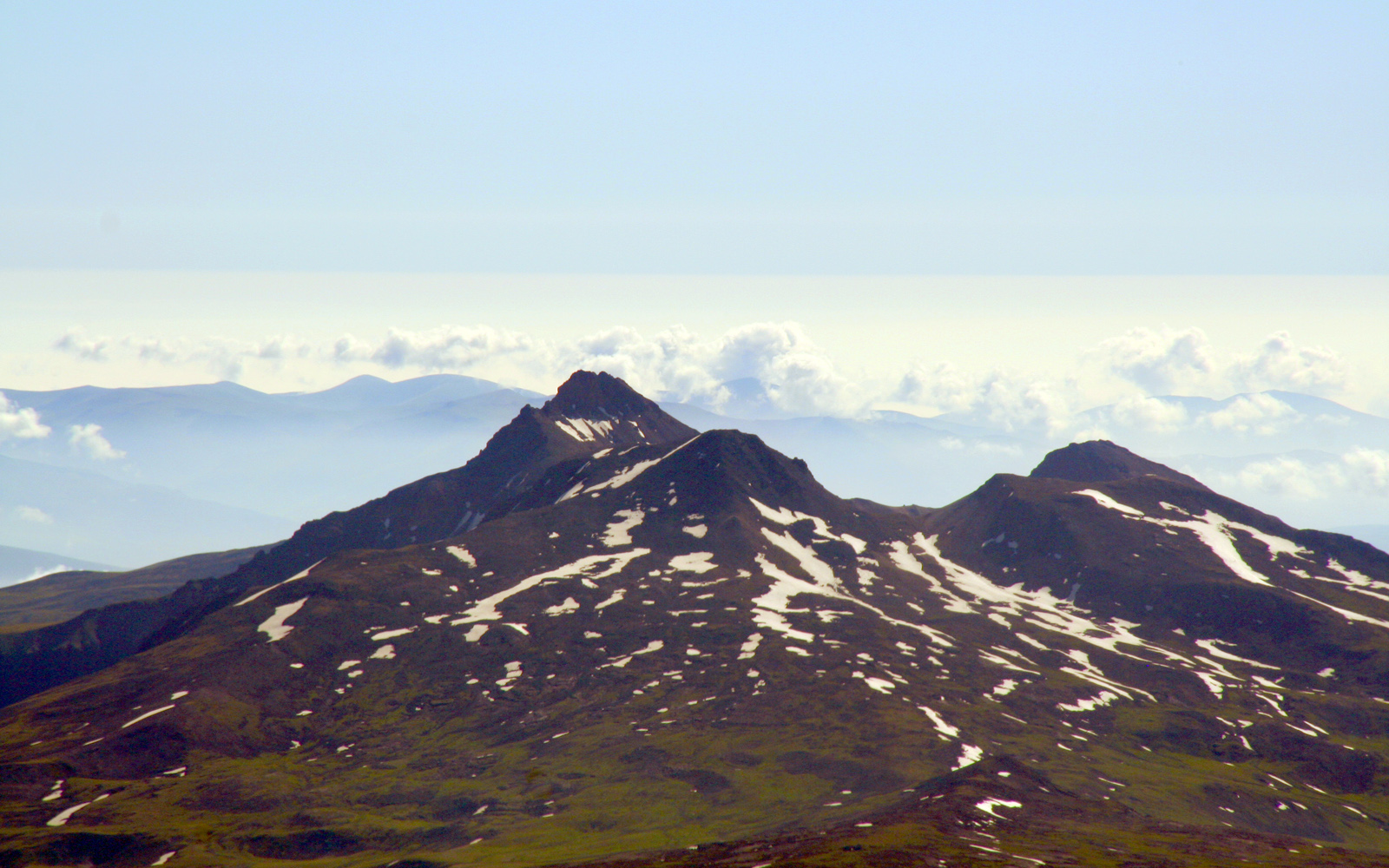
Los cuatro picos del Aragáts
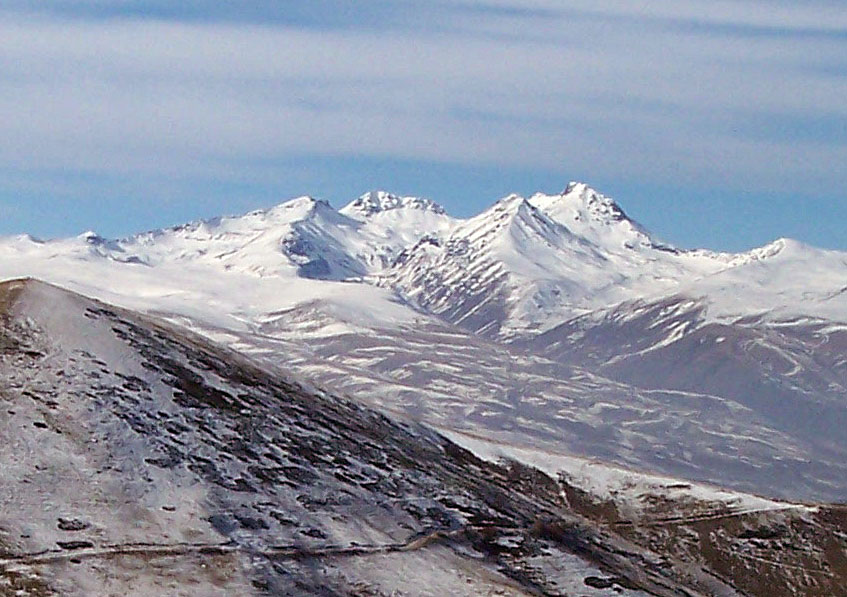
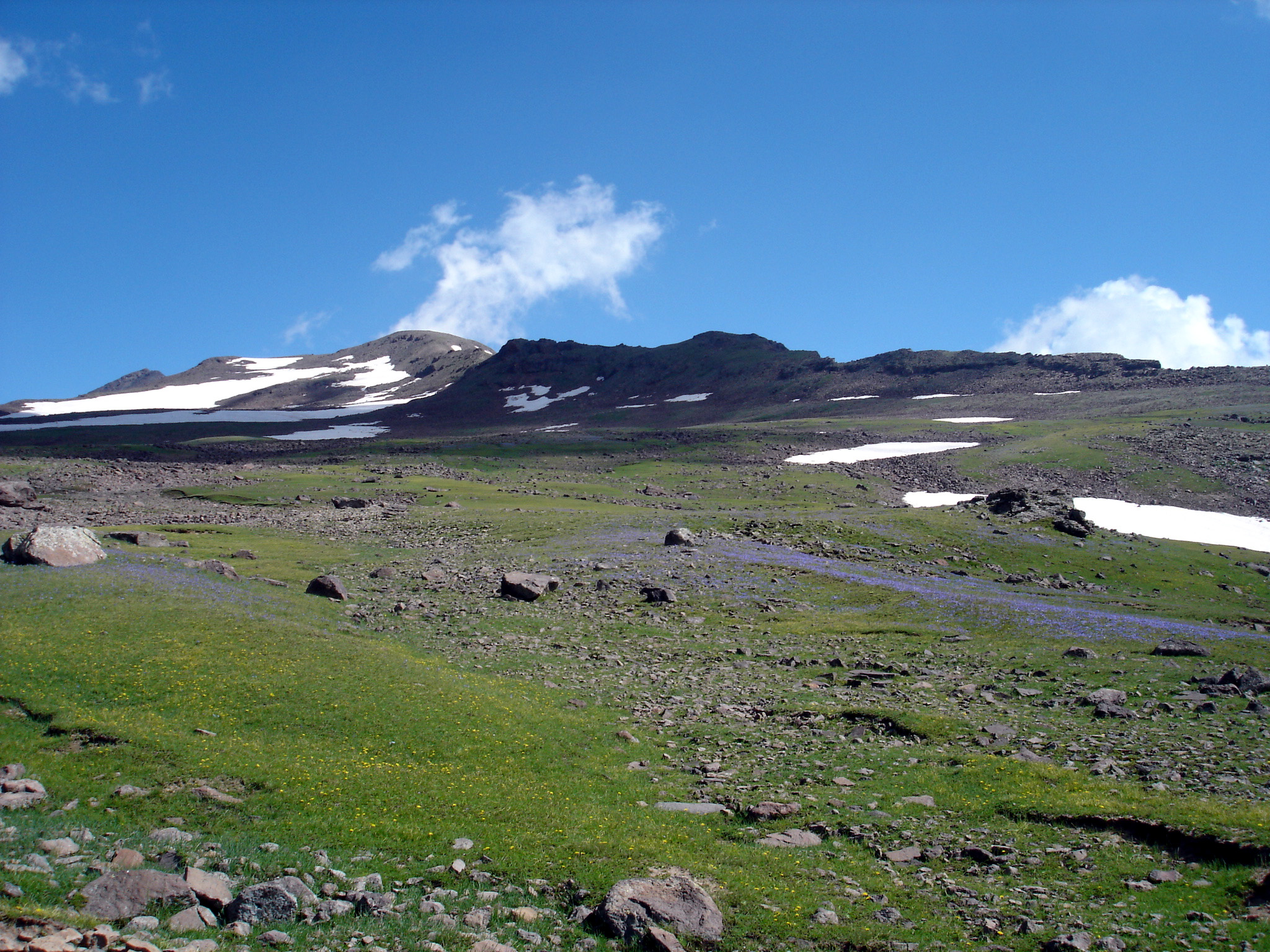
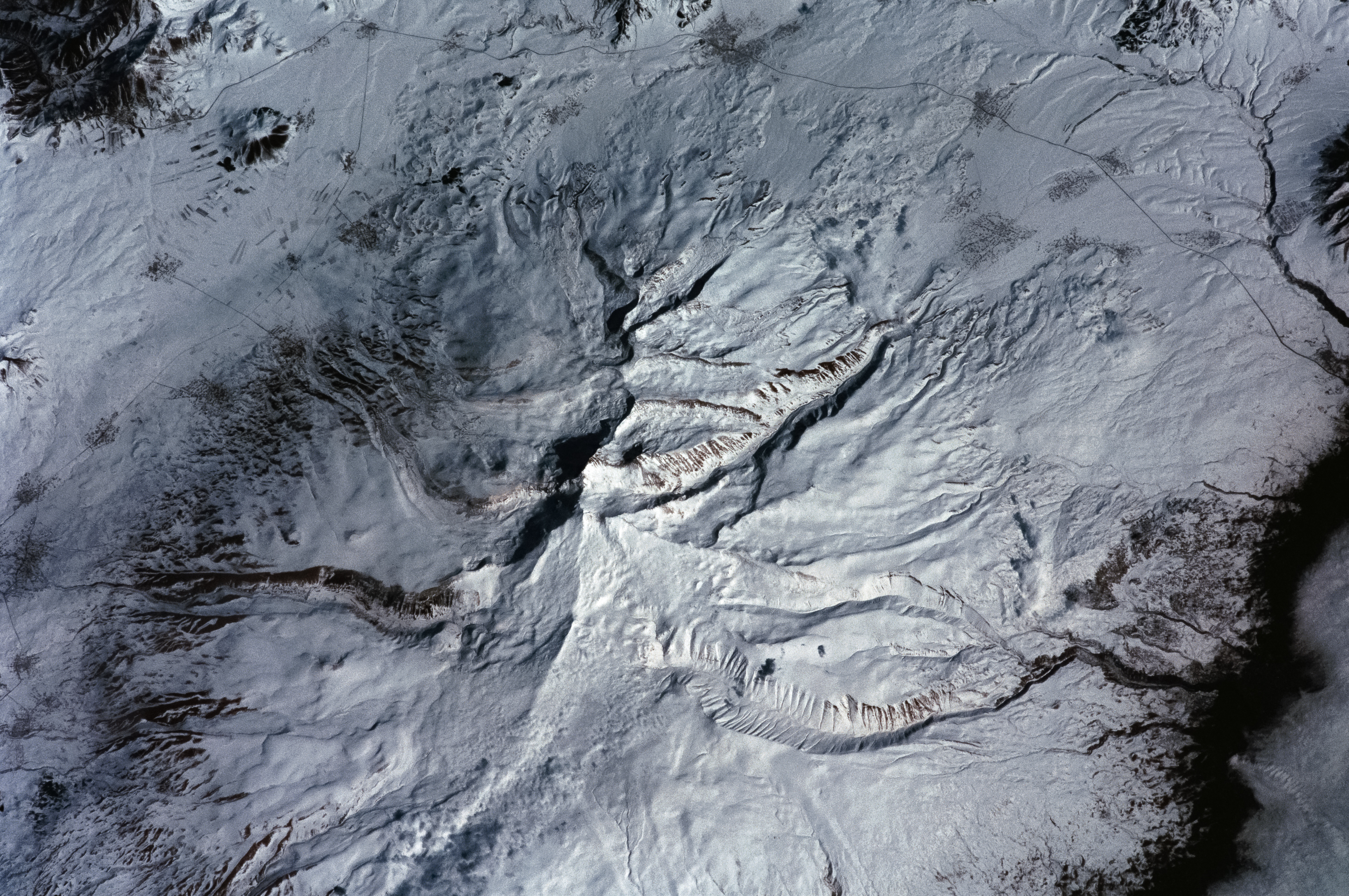
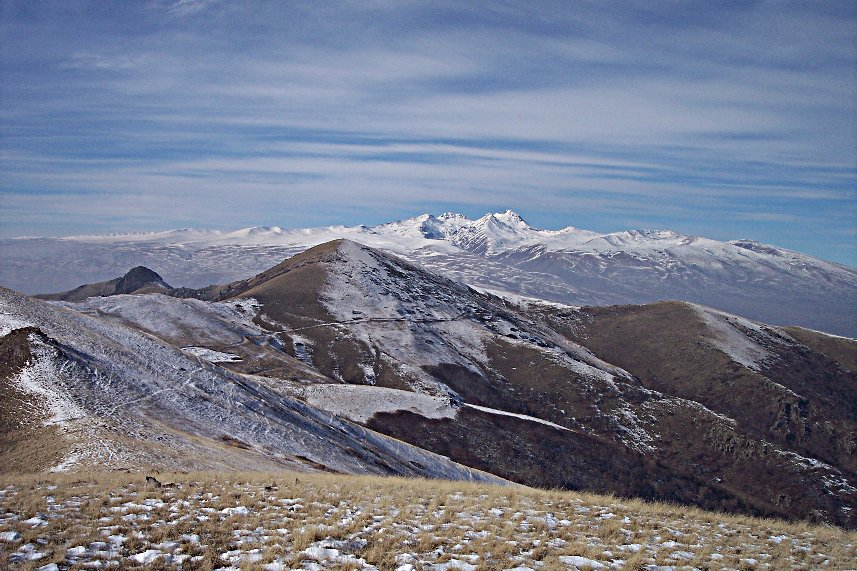
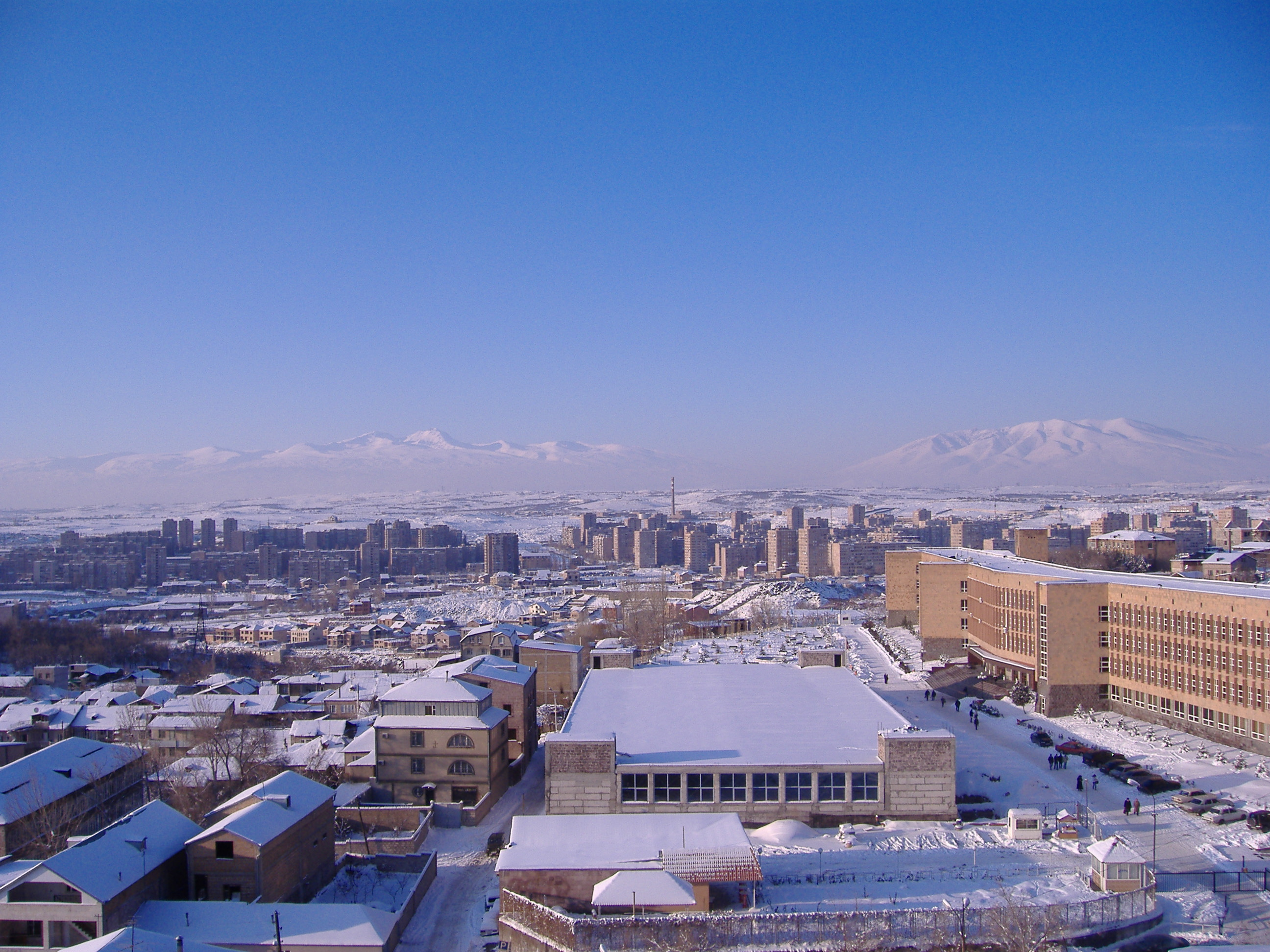
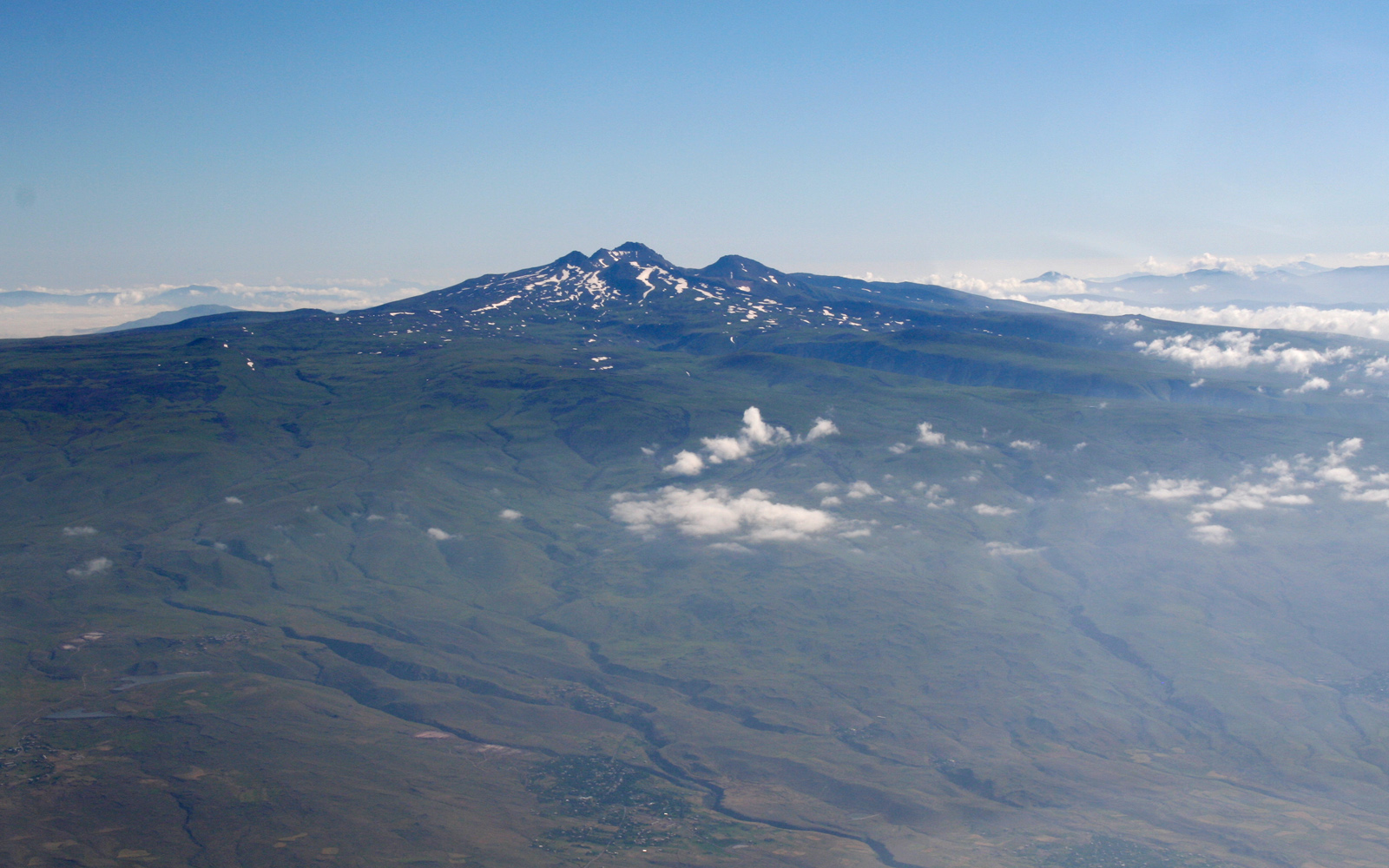
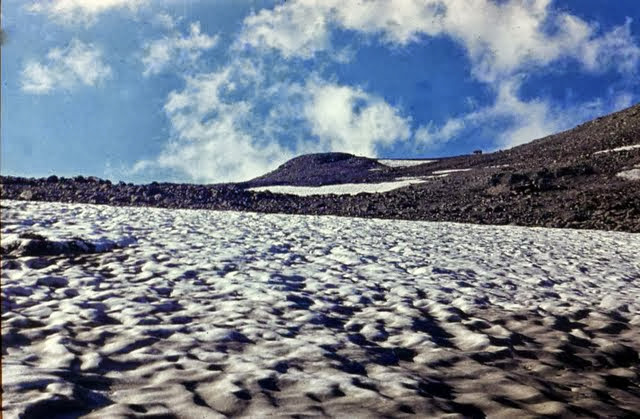
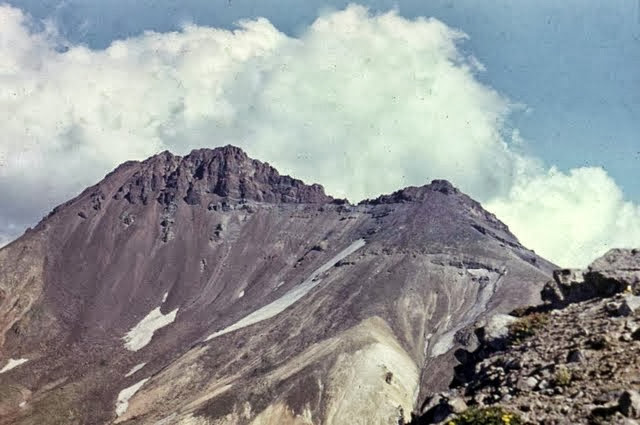

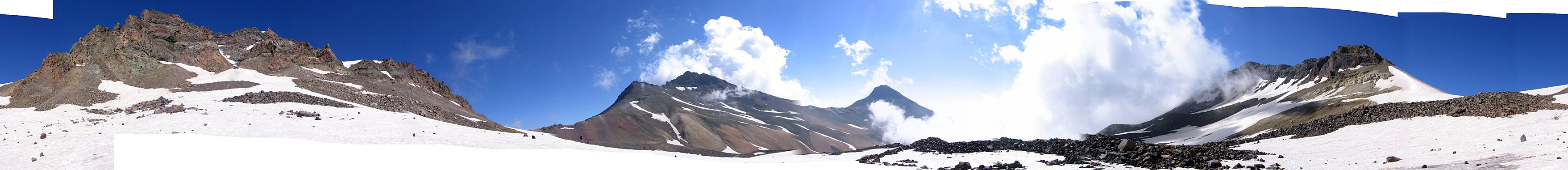